# Oscar del calcio AIC 2008

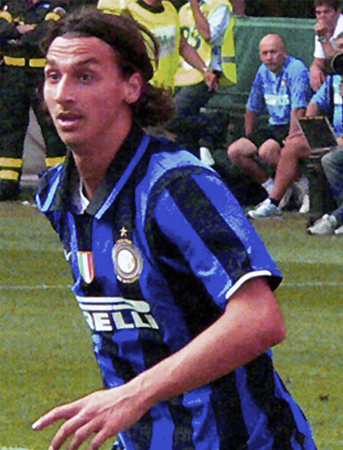
Lo svedese Zlatan Ibrahimović, migliore calciatore assoluto agli Oscar del calcio AIC 2008.

L’Oscar del calcio AIC 2008 fu la dodicesima edizione dell'Oscar del calcio AIC, la manifestazione in cui vengono premiati i protagonisti del calcio italiano dall'Associazione Italiana Calciatori.

## Vincitori
Di seguito sono riportate tutte le nomination dei vari oscar assegnati il 19 gennaio 2009:

### Migliore calciatore italiano
| Piazzamento | Giocatore            | Squadra  |
| ----------- | -------------------- | -------- |
| Vincitore   | Alessandro Del Piero | Juventus |
| Nomination  | Daniele De Rossi     | Roma     |
| Nomination  | Andrea Pirlo         | Milan    |

### Migliore calciatore straniero
| Piazzamento | Giocatore          | Nazionalità | Squadra    |
| ----------- | ------------------ | ----------- | ---------- |
| Vincitore   | Zlatan Ibrahimović | Svezia      | Inter      |
| Nomination  | Adrian Mutu        | Romania     | Fiorentina |
| Nomination  | Kaká               | Brasile     | Milan      |

### Migliore portiere
| Piazzamento | Giocatore        | Squadra    |
| ----------- | ---------------- | ---------- |
| Vincitore   | Gianluigi Buffon | Juventus   |
| Nomination  | Júlio César      | Inter      |
| Nomination  | Sébastien Frey   | Fiorentina |

### Migliore calciatore giovane
| Piazzamento | Giocatore          | Squadra |
| ----------- | ------------------ | ------- |
| Vincitore   | Marek Hamšík       | Napoli  |
| Nomination  | Mario Balotelli    | Inter   |
| Nomination  | Sebastian Giovinco | Empoli  |

### Migliore allenatore
| Piazzamento | Allenatore        | Squadra    |
| ----------- | ----------------- | ---------- |
| Vincitore   | Cesare Prandelli  | Fiorentina |
| Nomination  | Luciano Spalletti | Roma       |
| Nomination  | Carlo Ancelotti   | Milan      |

### Migliore difensore
| Piazzamento | Difensore         | Squadra  |
| ----------- | ----------------- | -------- |
| Vincitore   | Giorgio Chiellini | Juventus |
| Nomination  | Philippe Mexès    | Roma     |
| Nomination  | Alessandro Nesta  | Milan    |

### Migliore calciatore assoluto
| Piazzamento | Giocatore            | Nazionalità | Squadra  |
| ----------- | -------------------- | ----------- | -------- |
| Vincitore   | Zlatan Ibrahimović   | Svezia      | Inter    |
| Nomination  | Alessandro Del Piero | Italia      | Juventus |

### Migliore arbitro
| Piazzamento | Arbitro              |
| ----------- | -------------------- |
| Vincitore   | Roberto Rosetti      |
| Nomination  | Massimiliano Saccani |
| Nomination  | Emidio Morganti      |

### Miglior gol
| Piazzamento | Giocatore            | Squadra    | Partita                          |
| ----------- | -------------------- | ---------- | -------------------------------- |
| Vincitore   | Zlatan Ibrahimović   | Inter      | Inter - Bologna (4/10/08)        |
| Nomination  | Marco Borriello      | Genoa      | Udinese - Genoa (24/02/08)       |
| Nomination  | Antonio Di Natale    | Udinese    | Udinese - Palermo (30/08/08)     |
| Nomination  | Alberto Gilardino    | Fiorentina | Fiorentina - Juventus (31/08/08) |
| Nomination  | Alessandro Del Piero | Juventus   | Juventus - Roma (1/11/08)        |
| Nomination  | Mauro Zárate         | Lazio      | Lazio - Sampdoria (14/09/08)     |